# Sumitomo Life

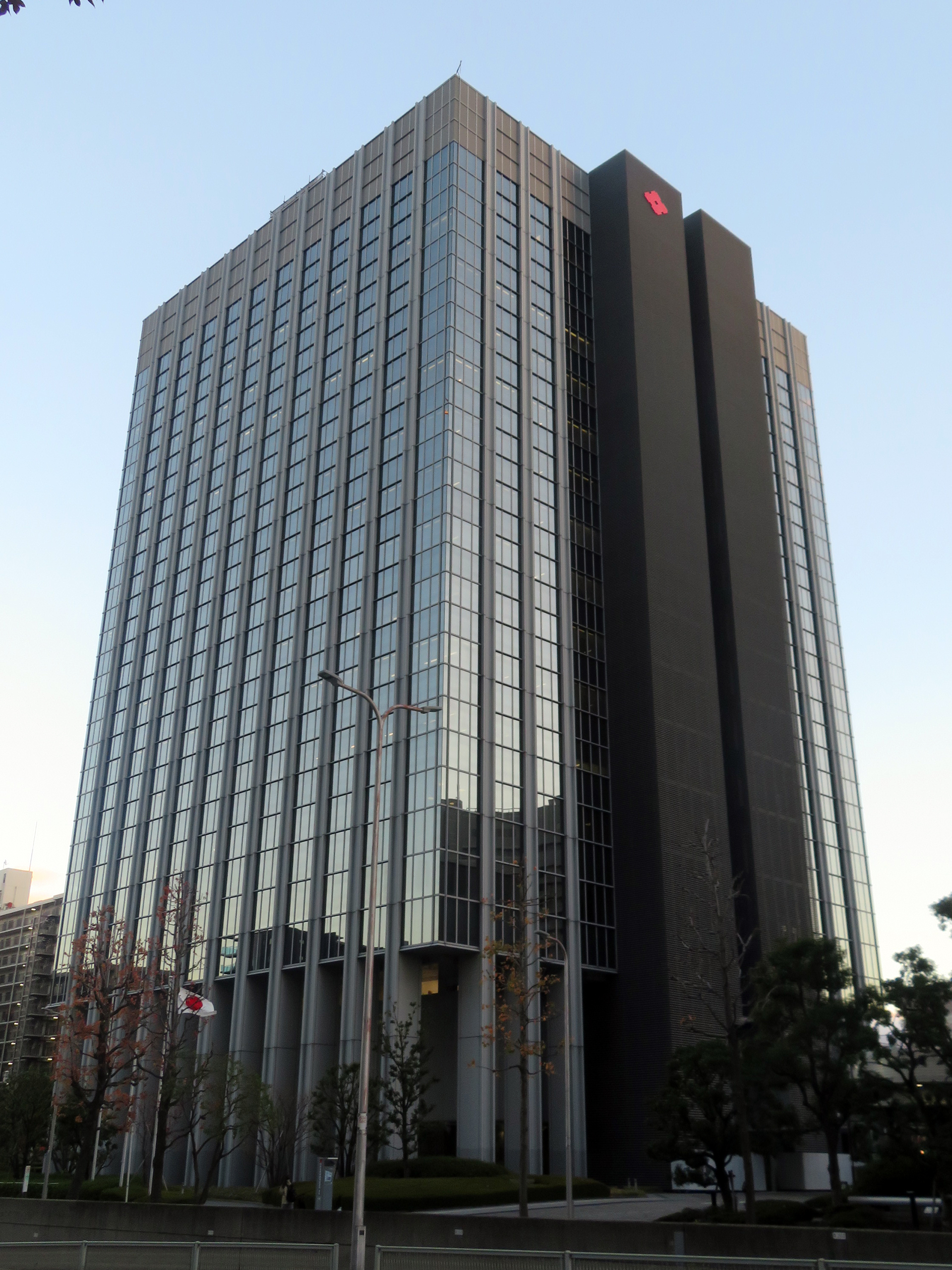
Штаб-квартира компанії в Осаці.

Sumitomo Life Insurance Company (яп. 住友生命保険相互会社) — одна з найбільших страхових компаній Японії, що спеціалізується на страхуванні життя. Штаб-квартира розташовується в Осаці. Входить до кейрецу Sumitomo Group. Компанія займає 200 місце в Fortune Global 500 (стано на 2011 рік).

## Історія
Компанія заснована в 1907 році.

## Компанія сьогодні
Компанія є одним з найбільших страховиків Японії і діє через 80 філій і більше 2000 відділень. Також компанія співпрацює з Japan Post Holdings у поширенні продуктів страхування життя.

## Діяльність за межами Японії
В 2005 році компанія Sumitomo Life Insurance спільно з PICC Holding Company створює спільне підприємство PICC Life Insurance Company для ведення діяльності в Китаї.
Компанія вийшла на в'єтнамський ринок шляхом співпраці з Vietnam Bank for Agriculture and Rural Development. Також компанія представлена у Великій Британії та США.